# Dumar Kachhar
Dumar Kachhar là một thị trấn thống kê (census town) của quận Shahdol thuộc bang Madhya Pradesh, Ấn Độ.

## Nhân khẩu
Theo điều tra dân số năm 2001 của Ấn Độ, Dumar Kachhar có dân số 9730 người. Phái nam chiếm 54% tổng số dân và phái nữ chiếm 46%. Dumar Kachhar có tỷ lệ 67% biết đọc biết viết, cao hơn tỷ lệ trung bình toàn quốc là 59,5%: tỷ lệ cho phái nam là 76%, và tỷ lệ cho phái nữ là 57%. Tại Dumar Kachhar, 13% dân số nhỏ hơn 6 tuổi.